# Янгі-Юрт
Я́нгі-Юрт (рос. Янги-Юрт, башк. Яңы Йорт) — хутір у складі Ішимбайського району Башкортостану, Росія. Входить до складу Янурусовської сільської ради.
Населення — 55 осіб (2010; 59 в 2002).
Національний склад:
- башкири — 71%